# Frans Nienhuys
Frans Nienhuys (Utrecht, 3 augustus 1905 - Amsterdam, 6 juni 1994) was de presentator van het eerste verzoekplatenprogramma op de Nederlandse radio. Zijn verzoekplatenprogramma 'Men vraagt en wij draaien!' werd van 1935 tot 1951 uitgezonden door de VARA en van februari 1961 tot en met augustus 1974 op de zeezender Radio Veronica.

## Radio Veronica
Hoe populair het programma nog altijd was, bleek begin 1961 na een oproep van Radio Veronica om verzoekjes in te sturen voor 'Men vraagt en wij draaien!' In een week tijd kwamen liefst 32.860 brieven binnen. De eerste aflevering op de zeezender werd op 19 februari 1961 uitgezonden. Het verzoekplatenprogramma werd aanvankelijk op zondagavond van 18.30 tot 19.30 uur uitgezonden, maar verhuisde na korte tijd naar de middag en werd tot eind juli 1967 uitgezonden van 14.30 tot 15.30 uur.
'Oom Frans', zoals Frans Nienhuys door iedereen werd genoemd, verzocht programmaleider Joost den Draaijer (Willem van Kooten) in de zomer van 1967 of 'Men vraagt en wij draaien!' naar de zondagochtend mocht worden verplaatst. Joost den Draaijer honoreerde het verzoek, waarna het programma van zondag 6 augustus 1967 tot en met zondag 25 augustus 1974 elke zondagochtend van 09.00 tot 10.00 uur werd uitgezonden.
Frans Nienhuys begon elk programma met zijn karakteristieke begroeting 'Beste platenvrienden, goedemorgen allemaal!' De tune van 'Men vraagt en wij draaien!' was Ray Conniff - People Will Say We're In Love. Radio Veronica moest als gevolg van de ratificatie van het Verdrag van Straatsburg haar uitzendingen op 31 augustus 1974 staken.

## Toneelcarrière
In zijn tienerjaren volgde Frans Nienhuys een opleiding tot kok en banketbakker in Zwolle, maar zijn grote liefde lag bij het toneel. Zijn wens kwam in de zomer van 1923 uit, toen hij als volontair werd aangenomen bij de Koninklijke Vereeniging Het Nederlandsch Tooneel van dr. Willem Royaards. Na de opheffing in 1925 vervolgde Frans Nienhuys zijn toneelcarrière bij het Nieuw Nederlands Toneel. Daarna trad hij in dienst van de VARA, waar hij mee ging werken aan hoorspelen. In 1935 werd hij presentator van het eerste verzoekplatenprogramma ooit op de Nederlandse radio, 'Men vraagt en wij draaien!'.
Van 1935 tot 1965 had Frans Nienhuys zijn eigen toneelvereniging, het Nederlands Cabaret Ensemble. In het oorlogsjaar 1944 stelde Frans Nienhuys zijn woning in Amsterdam beschikbaar als onderduikadres voor de joodse vrouw Riek Fuldauer, die daardoor ontkwam aan transport naar Duitsland. Riek Fuldauer leerde kort na de oorlog een man kennen, met wie zij ging trouwen. In de jaren vijftig trad Frans Nienhuys regelmatig op als conferencier op huishoudbeurzen.

## Eigen nummers
Frans Nienhuys zong ook zelf: in zijn programma draaide hij op verzoek regelmatig zijn nummer Welkom thuis, vooral voor zieken of mensen die langdurig afwezig waren geweest en weer thuiskwamen bij hun dierbaren. Ook had hij een nummer opgenomen met de titel Broeder Willem, over een oude man die, omdat zijn stem niet meer zo goed is, uit het kerkkoor wordt gezet. 

## De jaren na 1974
Na de sluiting van Radio Veronica werd Oom Frans enkele jaren presentator van het TROS-programma Café Chantant. In 1983 kwam 'Men vraagt en wij draaien!' nog twee keer terug; eerst op de landpiraat Radio Atlantis Rotterdam en daarna op Radio Atlantis Amsterdam.

## Familie
Johan Frans Nienhuijs was zoon van Johanna Josephine Bottinga en verzekeringsman Jacobus Nienhuijs. Hij was tussen 1928 en 1946 getrouwd met Petronella Jacoba Eitjes . In dat laatste jaar trouwde hij vanuit de Kinderdijkstraat met Anna Margaretha Rost (1918-2000), artiestennaam Lily Rost, die toch vooral in zijn schaduw optrad. De huwelijksadvertentie in 1946 meldde Men vraagt... en wij trouwen.  Frans Nienhuijs is in zijn woonplaats Amsterdam op 88-jarige leeftijd overleden op 6 juni 1994. Nienhuijs werd gecremeerd; zijn as werd over zee uitgestrooid. Zijn vrouw besloot in 2000 hetzelfde te doen.